# 不空成就如来

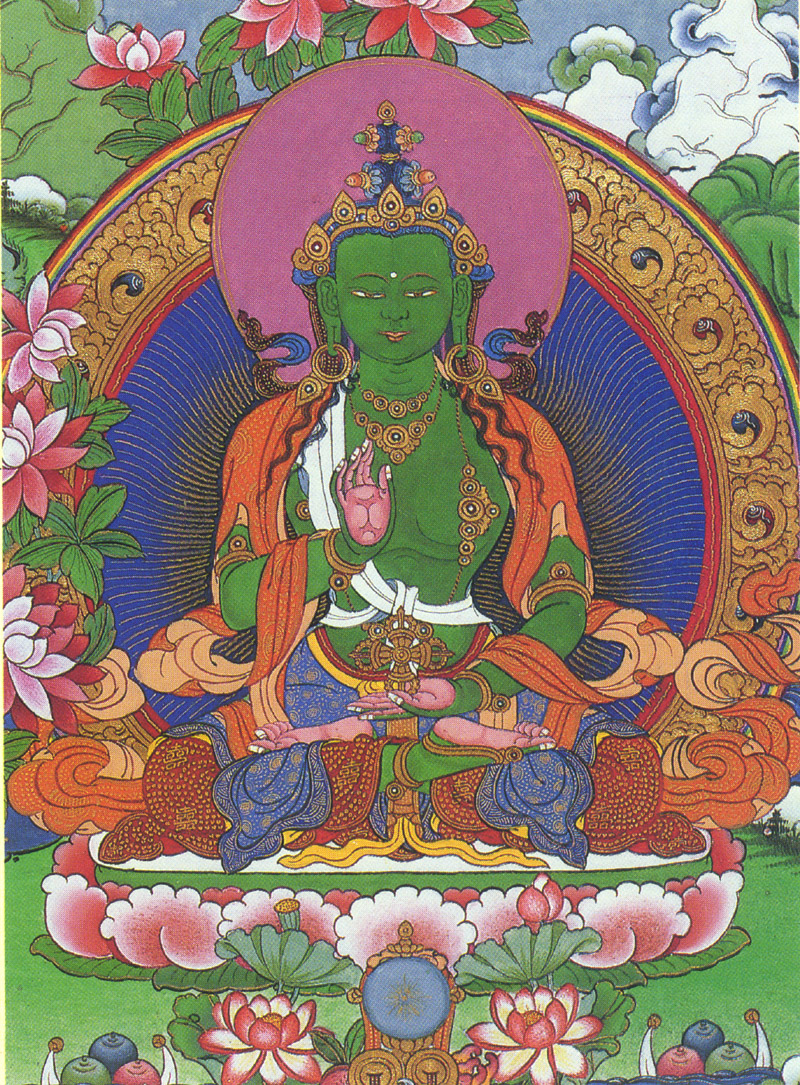
不空成就如来

不空成就如来（ふくうじょうじゅにょらい）、梵名アモーガシッディ (अमोघसिद्धि [amoghasiddhi])は、大乗仏教における信仰対象である如来の一尊。
三昧耶形は羯磨金剛（かつまこんごう、十字に組み合わされた三鈷金剛杵）。種子（種子字）はअः(アク、aḥ)。
密教における金剛界五仏の一尊で、金剛界曼荼羅では大日如来の北方（画面では大日如来の向かって右方）に位置する。仏の悟りの境地のうち、唯識思想で言う「成所作智（じょうしょさち）」を具現化したものである。これは、何物にもとらわれず実践するという意である。原語の「アモーガ」は「空（むな）しからず」という意味で、この如来が何事も漏らさず成し遂げることを示す。 印相は、左手は腹前で衣を掴み、右手は胸の高さに上げて手のひらを前に向けた施無畏印（せむいいん）を結ぶ。
胎蔵界の北方、天鼓雷音如来（てんくらいおんにょらい）と同体であると考えられている。また釈迦如来と同一視されることもある。
日本における不空成就如来の彫像は、五仏（五智如来）の一として造像されたものが大部分であり、不空成就如来単独の造像や信仰はほとんどない。

## 真言
オン・アボキャ・シツデイ・アク

(Oṃ amoghasiddhi aḥ)